# Aonyx
Aonyx is een geslacht van zoogdieren uit de  familie van de marterachtigen (Mustelidae).

## Soorten en ondersoorten
Er worden twee soorten onderscheiden met elk diverse ondersoorten:
- Aonyx capensis (Schinz, 1821) – Kaapse otter
  - Aonyx capensis congicus, Lönnberg, 1910 – Congolese Otter
  - Aonyx capensis hindei, (Thomas, 1905)
  - Aonyx capensis meneleki, (Thomas, 1903)
  - Aonyx capensis microdon, Pohle, 1920
  - Aonyx capensis philippsi, Hinton, 1921
- Aonyx cinereus (Illiger, 1815) – Kleinklauwotter
  - Aonyx cinereus cinereus, (Illiger, 1815)
  - Aonyx cinereus concolor, Rafinesque, 1832)
  - Aonyx cinereus nirnai, Pocock, 1940)